# Aquaplaning

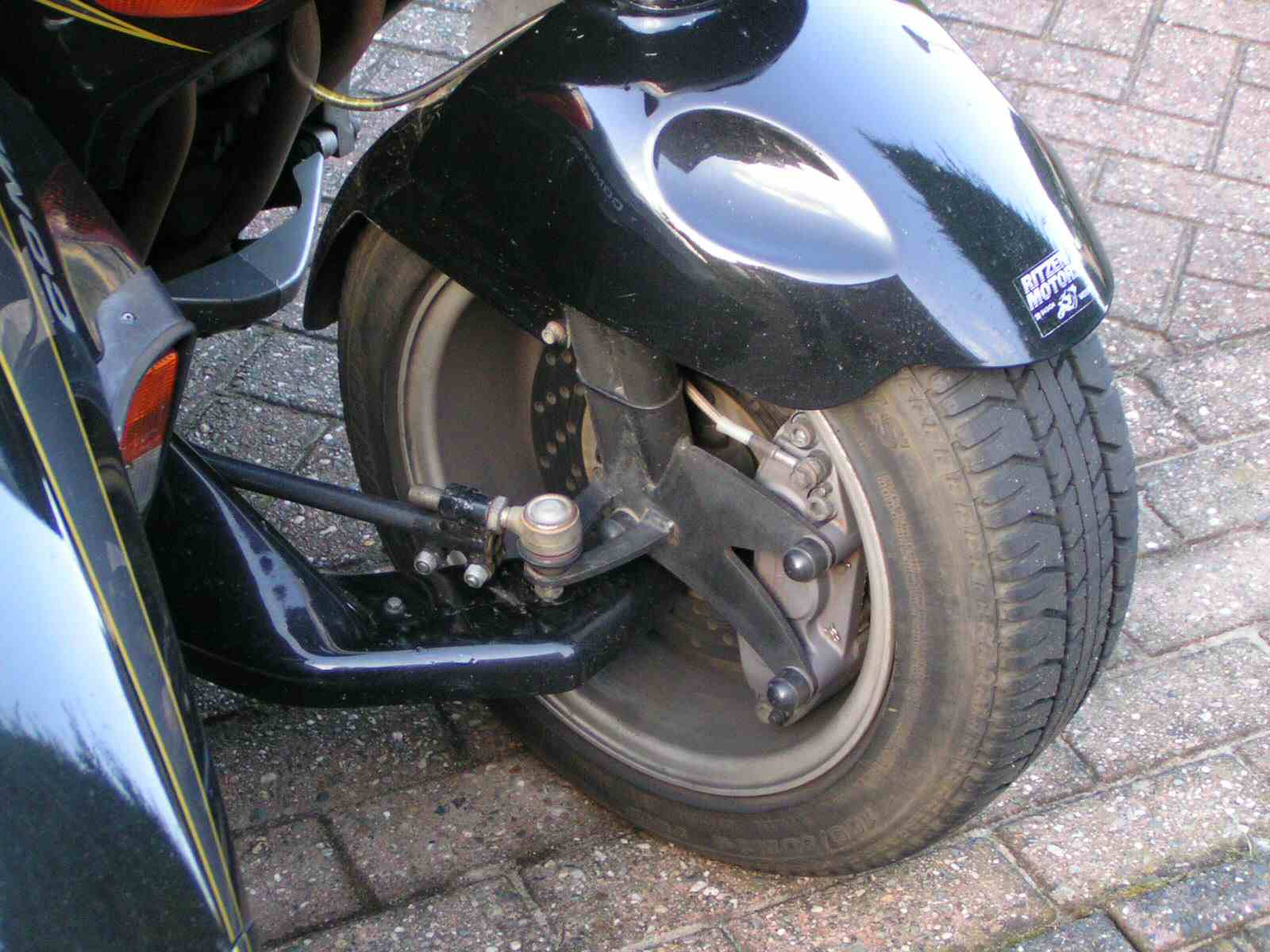
De combinatie van brede banden op een licht voertuig kan makkelijk tot aquaplaning leiden.

Aquaplaning of watergladheid is het verschijnsel dat een dunne waterfilm ontstaat tussen de band van een rijdend voertuig en het wegdek, waardoor dit voertuig (tijdelijk) onbestuurbaar wordt. 
Aquaplaning is misschien wel de bekendste vorm van (elasto)hydrodynamische smering. Als gevolg van de snelheid ontstaat er in het wigvormige gebied aan de voorzijde tussen de band en het wegdek een drukopbouw in de waterfilm. Als de drukopbouw voldoende is om een hydrodynamische film tussen de band en het wegdek te vormen, gaat de tractie en daardoor ook de bestuurbaarheid van het voertuig verloren, met (levens)gevaarlijke gevolgen.
De kans op aquaplaning wordt vergroot door spoorvorming, versleten banden, een licht voertuig met (verhoudingsgewijs) brede banden, snelheid en vooral combinaties van deze factoren.
Vanuit de hydrodynamische smeringstheorie kan worden afgeleid welke actie het beste is om de dunne waterfilm zo snel mogelijk af te breken. Door gas te geven zal het wiel dat zonder tractie sneller zal gaan draaien, alleen maar meer water tussen de band en het wegdek persen. Door te remmen zal de filmdikte afnemen. Op het moment dat het contact hersteld wordt, bestaat echter het gevaar dat het wiel niet snel genoeg op gang kan komen waardoor alsnog slipgevaar bestaat. Het beste advies is daarom de koppeling in te trappen.
Het allerbeste kan aquaplaning natuurlijk voorkomen worden door de banden op tijd te vervangen wanneer door slijtage de waterafvoergroeven te ondiep zijn geworden.
Andere bekende vormen van aquaplaning zijn het ontstaan van een dunne waterfilm onder iemands voeten in het zwembad of in de badkamer. Deze vorm van aquaplaning ontstaat niet door een snelheidseffect in langsrichting maar door het zogenaamde buffereffect, een snelheidseffect loodrecht op de film. Het water heeft tijd nodig om tussen voet en vloer weg te stromen. Bij een zeer dunne film stroomt het water moeilijk weg waardoor tijd nodig is om contact met de vloer te herstellen.